# Chiesa di San Carlo Borromeo (Napoli)
La chiesa di San Carlo Borromeo è un luogo di culto cattolico di Napoli, sede dell'omonima parrocchia, facente parte del VI decanato, ubicato al Centro direzionale di Napoli, tra le isole "F" ed "E", lungo il cosiddetto Asse pubblico.

## Storia
La chiesa fu progettata dall'architetto Pierluigi Spadolini, all'interno del più ampio progetto di costruzione del Centro Direzionale di Napoli ad opera dell'architetto giapponese Kenzō Tange. La costruzione dell'edificio religioso richiese 10 mesi di lavoro, da gennaio ad ottobre 1990, e fu inaugurata solennemente l'11 novembre 1990 da papa Giovanni Paolo II. È stata elevata a parrocchia nel 2001; sino ad allora il suo status fu di quasi-parrocchia.
Su proposta dell'allora arcivescovo di Napoli, card. Michele Giordano, la chiesa venne dedicata a san Carlo Borromeo, in onore al nome di battesimo di papa Giovanni Paolo II che la inaugurò. La dedicazione avvenne il 10 aprile 2005, presieduta dal vescovo ausiliare di Napoli Filippo Iannone.

## Descrizione
La chiesa presenta una pianta triangolare; la sua forma è determinata da due pareti (i cateti del triangolo se utilizziamo il linguaggio geometrico), scandite da elementi verticali, rivestite di granella cementizia ricavata da pietre di fiume, e di una terza parete in ferro e vetro (la base del triangolo). Oltre al significato simbolico, la forma della chiesa, slanciata verso l'alto, fu ideata da Spadolini per integrarsi nel contesto circostante, evitando che l'edificio resti "schiacciato" dai grattacieli circostanti.
Spadolini ha inoltre curato la progettazione degli armadi della sagrestia e dei confessionali, realizzati in legno di rovere. Si custodiscono poi numerose icone moderne dello scultore napoletano Angelo Vaccarella.